# Илин-Голуб-Тёрюр-Арыта
Илин-Голуб-Тёрюр-Арыта — песчаный необитаемый остров в дельте реки Оленёк, между заливами Оленёкский и Огоннёр-Кубата. Административно относится к территории Якутии.
Остров расположен в центральной части залива, в северной части дельты Оленька. Соседние острова: Швед-Маяктах-Арыта и Голуб-Тёрюр-Арыта.
Остров имеет удлинённую форму, вытянутую с северо-востока на юго-запад. Покрыт песками и болотами, имеется два небольших озера. Окружён мелями со всех сторон, кроме западной.